# Lingua mator
La lingua mator o motor era una lingua samoieda parlata in Russia nella zona dei Monti Saiani.

## Distribuzione geografica
La lingua era parlata nella Russia asiatica, nella zona dei Monti Sajany fino all'inizio del XIX secolo.